# مالكوم مارشال
مالكوم مارشال (18 أبريل 1958 في باربادوس - 4 نوفمبر 1999 في باربادوس) (بالإنجليزية: Malcolm Marshall) هو لاعب كريكت باربادوسي. شارك مع منتخب الهند الغربية للكريكت ومنتخب اسكتلندا الوطني للكريكت ومنتخب باربادوس الوطني للكريكت. أما مع النوادي، فقد لعب مع نادي مقاطعة هامبشاير للكريكت ‏ ونادي مارليبون للكريكت ‏ وفريق كوازولو ناتال للكريكت ‏.

## وصلات خارجية
- مالكوم مارشال على موقع إي آس بي آن كريك إنفو (الإنجليزية)